# Річард Бербедж
Річард Бербедж (англ. Richard Burbage, 1567—1619) — англійський актор єлизаветинського театру, друг і постійний співробітник Вільяма Шекспіра. Перший виконавець ролей Гамлета, Річарда III, Ліра, Генріха V, Отелло, Ромео, Макбета та інших.

## Біографія
Річард Бербедж народився у 1567 році в Лондоні (або в Стретфорді-на-Ейвоні) в театральній родині. Його батько, Джеймс Бербедж, у молоді роки був теслею, а пізніше побудував театральну будівлю, що стала першою в Англії. Річард Бербедж успадкував її від батька, а також інший театр, «Блекфрайєрз», і за участі пайовиків Вільяма Шекспіра, Джона Гемінга і Генрі Конделла побудував театр «Глобус».
Як провідний актор трупи «Слуги лорда-камергера», куди входив і Шекспір, Річард Бербедж, мабуть, зіграв всіх трагічних шекспірівських героїв. Також виконав головні ролі в комедіях Бена Джонсона «Кожен у своєму гуморі», «Вольпоне» і «Алхімік». Сучасники Бербеджа відзначали його велику акторську майстерність, дар сценічного перевтілення, багатство міміки і жесту. Перший історик англійського театру Річарда Флекно так писав про Річарда Бербеджа:
|  | Він був чудовий Протей, що так абсолютно перевтілювався у своїй ролі і ніби скидав своє тіло разом зі своїм вбранням; він ніколи не ставав самим собою, поки п'єса не доходила кінця … Він мав усі дані прекрасного оратора, оживляв кожне промовлене ним слово, а свою промову — рухом. Слухачі його зачаровувались ним, поки він говорив, і жалкували, коли він змовкав. Однак і в останньому випадку він все-таки залишався чудовим актором і ніколи не виходив зі своєї ролі, навіть якщо закінчував говорити, але всіма своїми поглядами і жестами весь час тримався на висоті виконання ролі. |

Бербедж був також живописцем. Існують припущення, що він є автором так званого Чандоського портрета Шекспіра.